# アンブロシオ・プラサ (ベネズエラ)

ミランダ州におけるプラサ市の位置

アンブロシオ・プラサ（スペイン語 Municipio Ambrosio Plaza）は、ベネズエラのミランダ州北部に位置する市である。首都カラカスの東郊外に位置する。プラサ郡唯一の市、グアレナス市が改称してアンブロシオ・プラサになった。市庁所在地はグアレナス。面積180km²、2001年調査による人口は15万2422人。

## 地理
北に2000メートル級のコスタ山脈が東西に伸びて、ミランダ州とバルガス州の境をなす。南で市の境をなすのは低いカラバジョ丘陵である。二つの山脈にはさまれた市域の真ん中をグランデ川が西から東に貫流する。中心都市グアレナスはグランデ川沿いにあり、付近でこの川はグアレナス川とも呼ばれる。グアレナスの市街は下流側、つまり市の東側の平地に広がり、東隣のサモーラのグアティレと市街地が接触している。西のカラカス盆地とは細い谷でつながり、ロムロ・ベタンクール自動車道が通じる。カラカスへの通勤圏である。
- 山 - イスカラガ峰
- 川 - グランデ川、セカ沢、アウヤレ川。

### 隣接する市町村
- バルガス州 - バルガス
- ミランダ州 - サモーラ、スクレ、パス・カスティージョ

## 歴史
南米独立戦争で活躍した軍人アンブロシオ・プラサ大佐から名をとった。もとは一郡一市のプラサ郡グアレナス市で、郡が廃止されたときにアンブロシオ・プラサになった。植民地時代からチャラジャベを中心にした農村地帯だったが、20世紀後葉から急激に人口が増加した。

## 注
1. ↑  Fila de Caraballo。字義通りにはカラバジョの尾根。